# 海慕特·瑞霖
海慕特‧瑞霖（德語：Helmuth Rilling"/ˈhɛl.muːt ˈʁɪ.lɪŋ/"，1933年5月29日—）是德国指揮家、音樂教育家，更是當今巴赫音樂的權威。

## 生平
1933年出生於德國斯圖加特，1954年創辦加辛格合唱團（Gächinger Kantorei)，1965年創辦斯圖加特巴赫樂團（Bach-Collegium Stuttgart），密集演出及推廣巴赫音樂。此外，也積極推廣浪漫及現代音樂，經常委託創作並演出當代作曲家作品。瑞霖足跡片佈全球，曾和維也納愛樂、紐約愛樂、日本NHK交響樂團、以色列愛樂等世界重要樂團合作。
瑞霖是美國奧勒岡巴赫音樂節的創辦人及藝術總監。1981年創辦斯圖加特國際巴赫學院（Internationale Bachakademie Stuttgart），同時也在世界各地與當地合作舉辦國際「巴赫學院」，為學生們舉辦大師班與講座，包括2010年及2012年於台灣舉辦之「台北巴赫音樂節」。
瑞霖是史上首位錄製全套巴赫清唱劇的指揮家，更是錄製巴赫作品全集錄音計畫的幕後推手，在2000年（巴赫逝世250周年紀念）發行全套172張CD。同年他以彭德瑞茲基《信經》獲得葛萊美獎。
近年錄音作品包括：海頓、韓德爾作品及古拜杜琳娜之《根據聖約翰福音所寫耶穌之受難與復活》；布瑞頓《戰爭安魂曲》之現場錄音；委託創作Sven-David Sandström《彌賽亞》及威爾第《安魂曲》。
瑞霖獲頒多項國際榮譽獎項，包括1994年聯合國教科文組織國際音樂大獎，1995年獲賀伊斯獎。2003年獲選成為美國國家藝術科學院榮譽會員。2008年獲頒德國巴登──符騰堡州最高榮譽──史道弗金質獎章。2011年獲巴登節慶大劇院頒贈卡拉揚獎，2012年獲馬丁路德獎章，2013年獲ECHO回聲古典大獎終身成就獎，2014年獲頒德國最高榮譽的大十字功績帶星勳章，表彰他對音樂與全人類的貢獻。